# St. Wendelin (Geschwend)

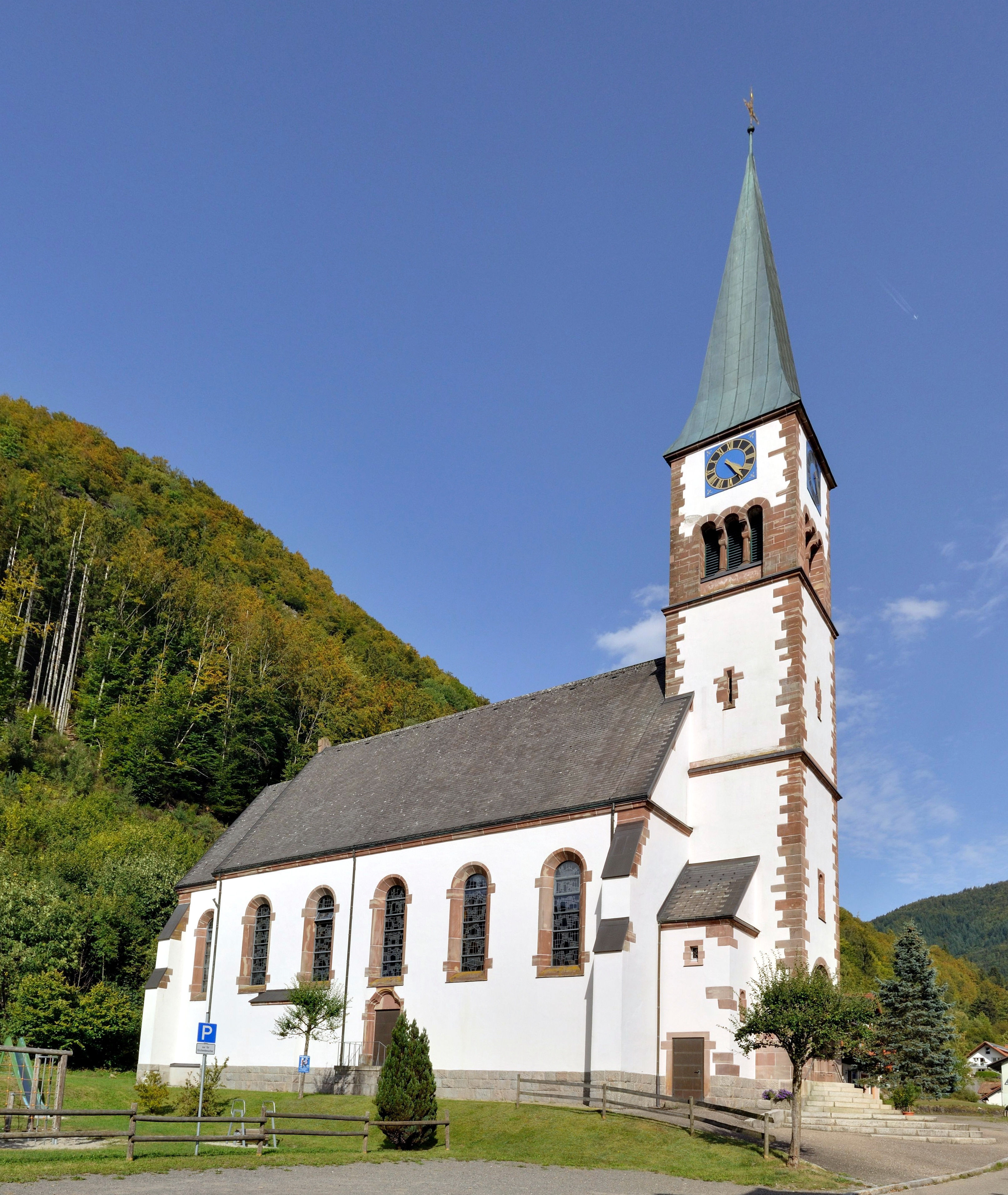
St. Wendelin in Todtnau-Geschwend

St. Wendelin ist eine katholische Filialkirche im Todtnauer Stadtteil Geschwend. Sie entstand Anfang des 20. Jahrhunderts im neuromanischen Stil. Die Kirche gehört zur Seelsorgeeinheit Oberes Wiesental des Dekanats Wiesental im Erzbistum Freiburg.

## Geschichte

### Vorgeschichte
Die Ortschaft Geschwend gehörte anfangs zur Pfarrei Tegernau und seit 1164 der neu gegründeten Pfarrei in Schönau im Schwarzwald. Zur Zeit des Dreißigjährigen Krieges entstand ein Gotteshaus, das dem heiligen Wendelin geweiht wurde. Einem Bericht des Obervogteiamtes Schönau zufolge wurde die Kapelle Anfang des 19. Jahrhunderts jedoch kaum für Gottesdienste genutzt. Lediglich die Glocken wurden zu Gebetszeiten oder bei Gefahren geläutet. Gottesdienste wurden um 1825 wieder abgehalten; 1896 fiel die Kapelle einem Brand zum Opfer.

### Heutige Kirche
Nachdem sich Geschwend am 11. Mai 1901 von der Kirchengemeinde Schönau herauslöste und sich zur neuen Pfarrei Geschwend-Präg formierte, entstand der Wunsch nach einer eigenen Kirche. Diese wurde unweit des Standortes der alten Kapelle vom Erzbischöflichen Bauamt Freiburg neu errichtet und am 1. Oktober 1907 durch Erzbischof Thomas Nörber geweiht. In den Jahren 1965 und 1966 wurde das Kircheninnere grundlegend umgestaltet. Unter anderem wurde im Chor ein neuer Zelebrationsaltar aufgestellt und die Fenster bekamen eine ornamentale Verglasung.

## Beschreibung

### Kirchenbau
Die Kirche St. Wendelin in Geschwend steht zentral im Ort und ist durch die Höhe des Kirchturms weithin im Nebental der Wiese sichtbar. Der Bau besteht aus einem mit Satteldach bedeckten rechteckigen Saalbau mit eingezogenem und im Vergleich zum Langhaus niedrigeren Chor an der Ostseite und einem aus der Zentralachse erwachsenen viergeschossigen Glockenturm im Westen. Das Langhaus hat an seinen Längsseiten je fünf hohe, rundbogig abschließende Fenster und ein Seiteneingang. Der Glockenturm hat im dritten Geschoss zu jeder Seite dreifach gekuppelte, rundbogige Klangarkaden, darüber befindet sich das Zifferblatt der Turmuhr. Der Turm wird von einer vierseitigen, leicht eingeknickten Pyramide und einem Wetterhahn an deren Spitze bekrönt. Der Haupteingang befindet sich an der Westfassade; das Langhaus wird von dort über die Turmhalle betreten.

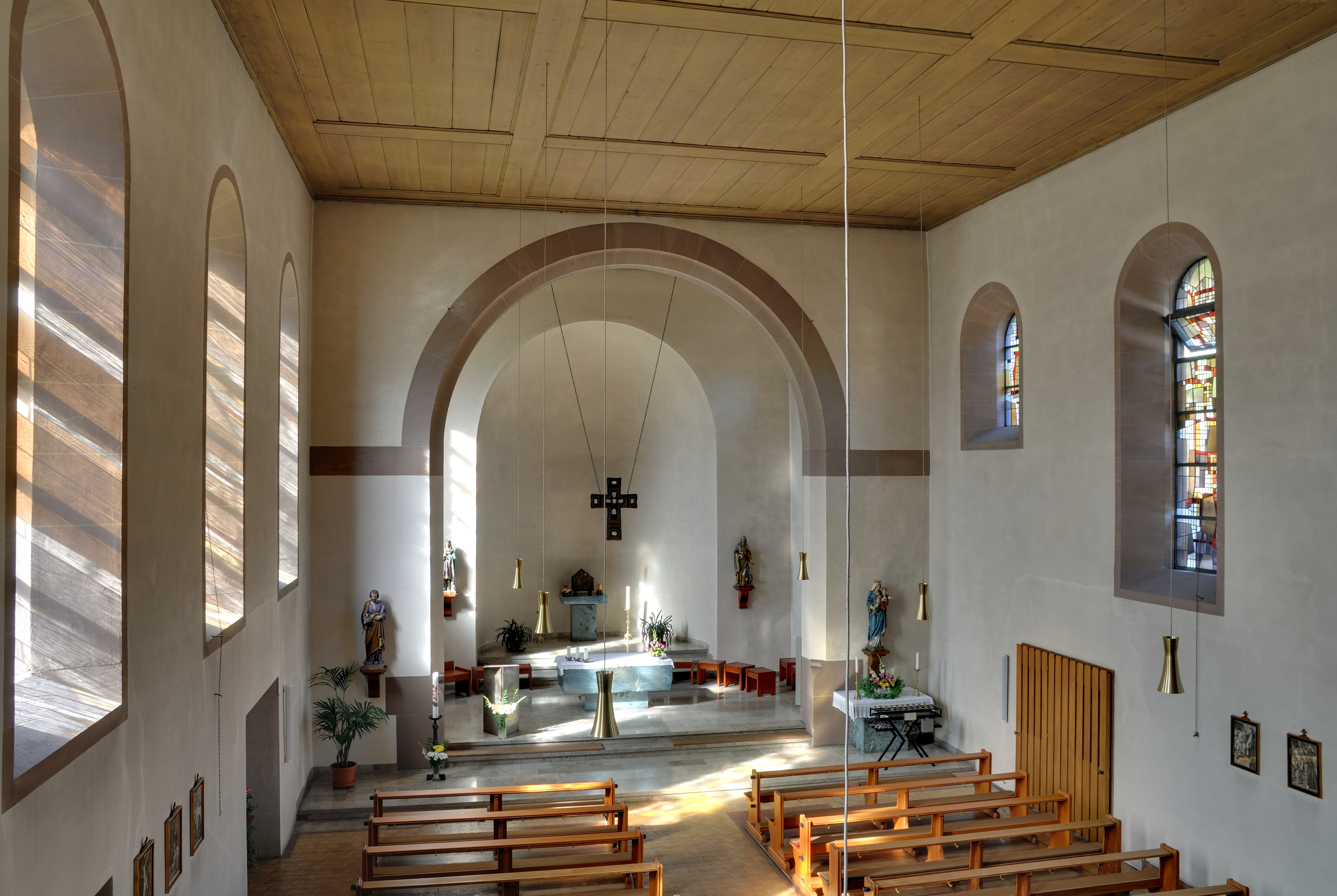
Innenraum Richtung Altar

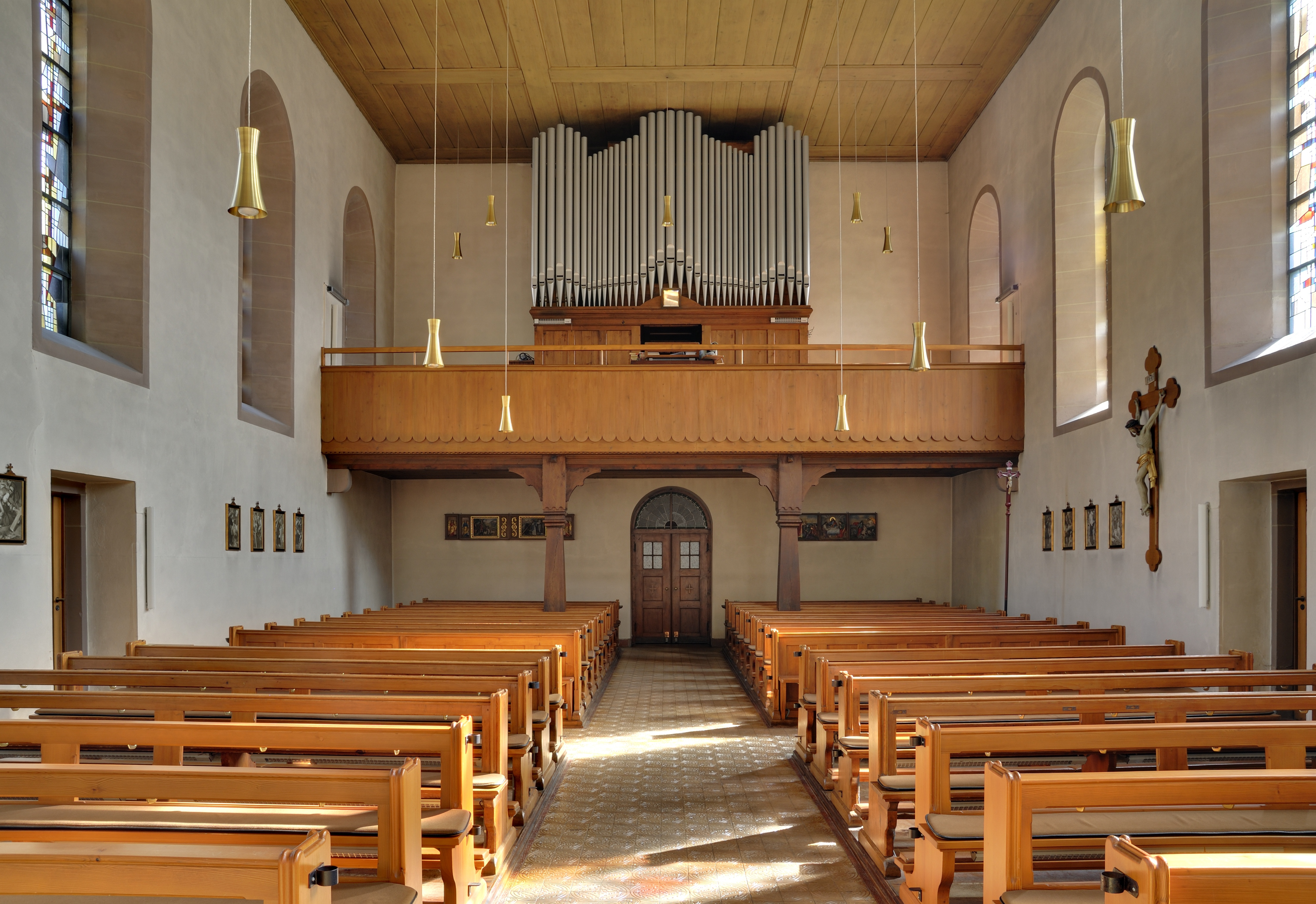
Blick auf Orgel und Eingang

### Ausstattung und Innenraum
Im Inneren des Langhauses ist eine flache Holzdecke eingezogen. Von der Turmhalle führt ein Treppenhaus zur Orgelempore. Über ein rundbogiges Portal gelangt man  von der Halle in das Langhaus, das mit dem Chor über einen ebenfalls rundbogigen Triumphbogen verbunden ist. Der Hochaltar wurde vom Künstler Stuffleser aus St. Ulrich in Südtirol geschaffen. Seitlich aufgestellt sind Figuren der Schutzpatrone Gallus, dem Schutzheiligen der Gemeinde Präg, und Wendelin, dem Schutzpatron von Geschwend.

### Orgel und Glocken
- Die Orgel auf der Empore über dem Eingangsbereich wurde am 12. Oktober 1930 eingeweiht. Das Instrument wurde von der Orgelbauwerkstatt Späth erbaut, arbeitet mit Kegelladen, pneumatischer Spiel- und Registertraktur und kann über zwei Manualen und Pedal insgesamt 14 Register anspielen.
- Das dreistimmige Geläut aus Bronze wurde 1952 von Friedrich Wilhelm Schilling in Heidelberg gegossen und setzt sich wie folgt zusammen:[7][8]

| Name         | Durchmesser | Gewicht | Schlagton | Liturgische Funktion |
| ------------ | ----------- | ------- | --------- | -------------------- |
| Marienglocke | 905 mm      | 429 kg  | gis′      | Wandlungsglocke      |
| St. Wendelin | 760 mm      | 249 kg  | h′        | Totenglocke          |
| St. Gallus   | 670 mm      | 168 kg  | cis″      | Taufglocke           |